# Мытищи-Северные
Мытищи-Северные — грузовой парк станции Мытищи в городе Мытищи, примыкающий соединительным путём к станции Мытищи.

## Остатки пироговской ветки
Через Мытищи-Северные проходила закрытая в 1997 году железнодорожная ветка Мытищи — Пирогово, участок от Мытищ-Северных до Пирогово разобран. На северной горловине парка можно увидеть остатки контактной сети от Пироговской ветки. Металлическая лестница, поднимающаяся от северной горловины на Угольную улицу, скорее всего использовалась для подъёма на высокую платформу остановочного пункта Динамо пироговской ветки.

## Расположение станции
Станция ограничена Силикатной улицей с юго-востока, окрестностями Олимпийского проспекта с запада и Угольной улицей с северо-востока.
Пройти к станции проще всего от станции Мытищи. Чтобы попасть на Мытищи-Северные, нужно миновать автовокзал, пройти под мостом Олимпийского проспекта по Силикатной улице и, как только улицу пересекут железнодорожные пути, пойти по ним.

## Подъездные пути и работа станции
От станции отходят подъездные пути к нефтебазе АО «РН-Москва», АО «Асфальт», ОАО «Мосстройпластмасс», заводу АО «Стройперлит» и предприятию по сбору металлолома ООО « Вторчермет НЛМК-Центр». Основной путь на станции соединяет станцию Мытищи с ТЭЦ-27 «Северная».

На станции ведётся интенсивная работа маневровых локомотивов.

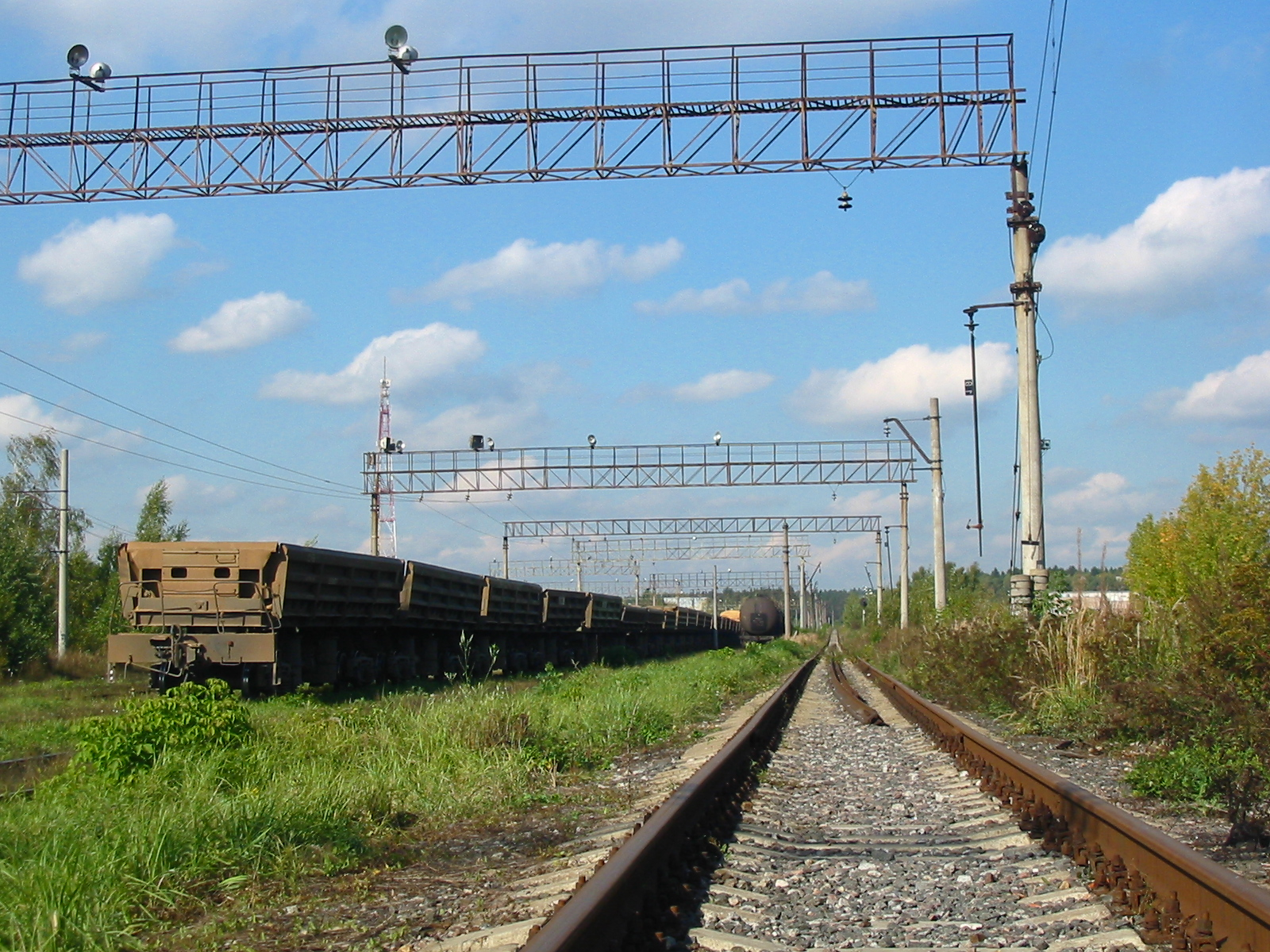
Южная горловина (2004)
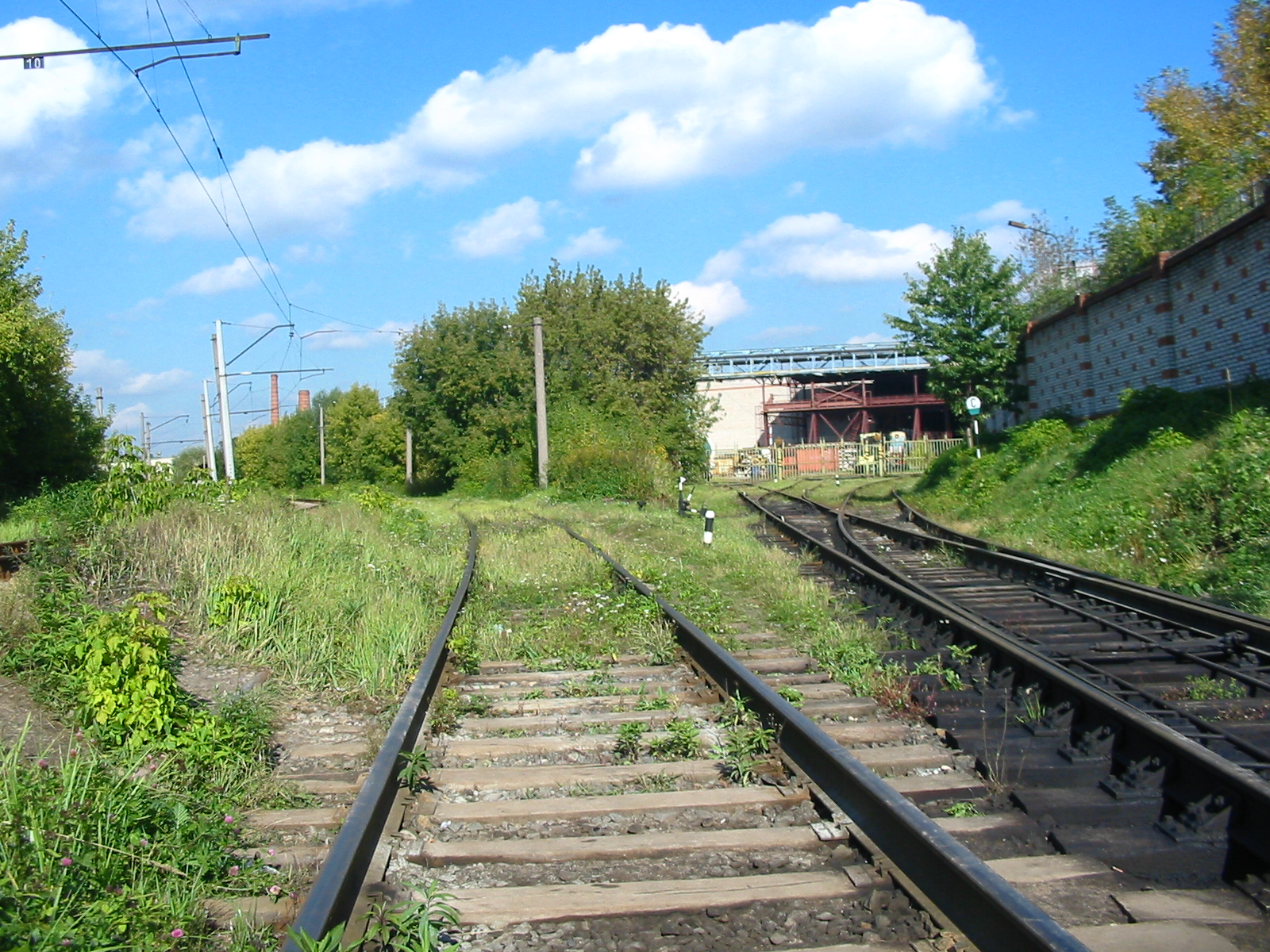
Подъездные пути в южной горловине (2004, в 2010-х половина разобрана)
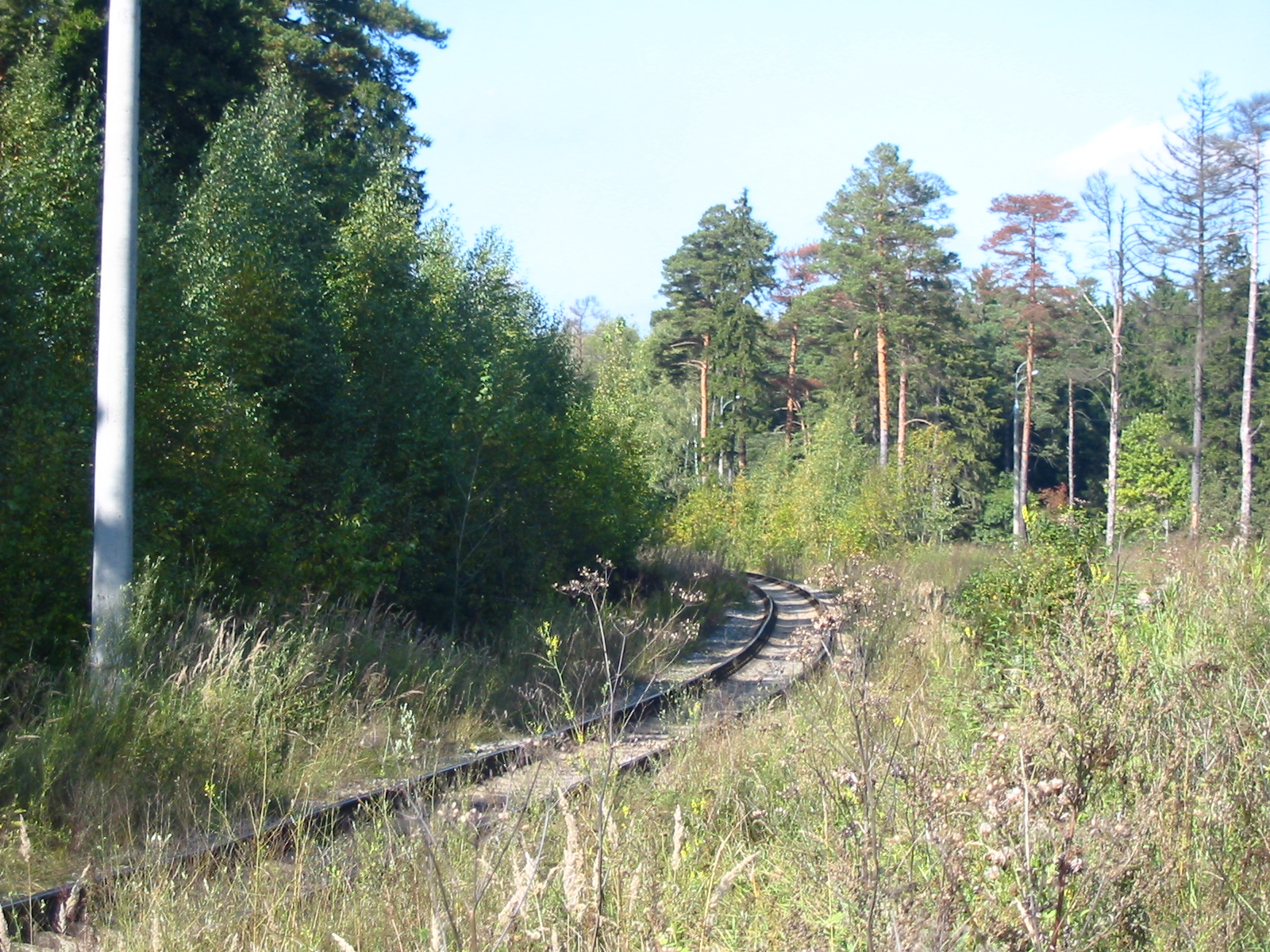
Путь в северной горловине (2004)
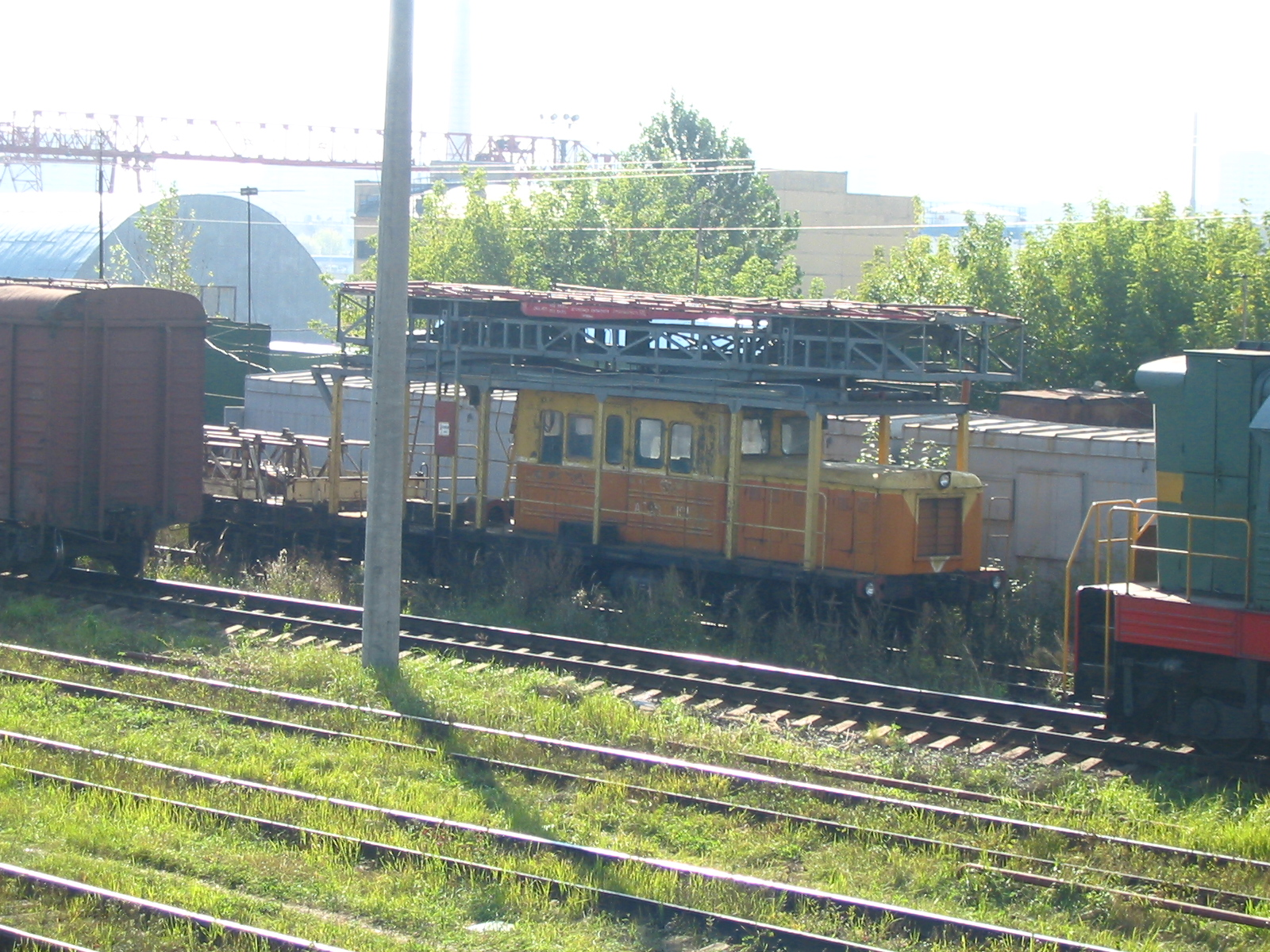